# Punjab Medal
La Punjab Medal era una medaglia di campagna militare coniata per ricompensare quanti avessero partecipato alla campagna nel Punjab tra il 1848 ed il 1849, operazioni che portarono al termine degli scontri all'annessione del Punjab ai domini britannici in India.
La medaglia venne approvata il 2 aprile 1849 e venne concessa a quanti avessero prestato servizio nel Punjab dal 7 settembre 1848 al 14 marzo 1849. Vennero autorizzate anche tre barrette, anche se nessuna medaglia ebbe mai le tre barrette contemporaneamente.

## Descrizione
La medaglia è costituita da un disco d'argento sul quale è raffigurata sul diritto l'effigie della regina Vittoria d'Inghilterra rivolto verso sinistra e corredato dal titolo VICTORIA REGINA in latino. Sul retro la medaglia presenta un paesaggio indiano nel quale a destra si trova un ufficiale di cavalleria inglese che riceve la resa dei soldati sikh a sinistra.
Il nastro era blu con una due strisce gialle ai lati.

## Barrette
- Mooltan

7 settembre 1848 - 22 gennaio 1849. Concessa alle truppe impegnate nell'assedio di Multan.
- Chilianwala

13 gennaio 1849. Concessa alle truppe al comando di Lord Gough che sconfisse l'esercito Sikh di Sher Singh e Lal Singh presso Chilianwala.
- Goojerat

21 febbraio 1849. Concessa alle truppe al comando di Lord Gough che sconfisse l'esercito Sikh di Sher Singh a Gujerat.